# Ora zero - Crisi nel tempo
Ora zero - Crisi nel tempo (Zero Hour: Crisis in Time), scritto anche Ora zero - Crisi nel tempo!, è una miniserie a fumetti in cinque numeri, che funge da perno narrativo e dà il titolo all'omonimo crossover, pubblicata dalla DC Comics nel 1994.
Nella storia, l'ex eroe Hal Jordan, che fino ad allora era stato un membro della polizia intergalattica nota come il Corpo delle Lanterne Verdi, pazzo di rabbia a causa della distruzione della sua città Coast City (durante la storia "Regno dei Supermen"), avendo ottenuto un immenso potere come Parallax, tenta dapprima di distruggere e quindi di ricostituire, l'Universo DC.
Il crossover coinvolse quasi ogni serie mensile della DC pubblicata all'epoca. I numeri della serie stessa furono numerati in ordine inverso, cominciando dal n. 4 e terminando con il n. 0 (Counting Down To Zero). La serie fu scritta ed illustrata da Dan Jurgens, con inchiostro di Jerry Ordway. La serie fu nota per il suo stile gradualmente "svanente" non appena gli eventi raggiungevano il loro climax.

## Sfondo
Ora Zero: Crisi nel tempo fu inteso dalla DC come un seguito tardivo alla loro serie limitata di punta Crisi sulle Terre infinite, e fu quindi sottotitolata "(Una) Crisi nel Tempo". Promise di fare per le linee temporali inconsistenti dell'Universo DC ciò che la Crisi fece per i mondi paralleli: unificarli in uno solo.
Questo evento servì da opportunità per riconciliare alcuni dei problemi lasciati irrisolti dalla Crisi e altri problemi che furono causati da essa senza intenzione. In particolare, i personaggi revisionati dell'universo post-Crisi furono lanciati gradualmente, poiché la DC continuava a presentare le vecchie versioni finché non venivano lanciate le nuove, alcune di loro un anno o alcuni di più dopo che la prima ondata di personaggi aggiornati venissero lanciati (ad esempio, Man of Steel, Wonder Woman vol. 2, Batman: Anno uno). Il personaggio di Hawkman fu uno dei più problematici, dato che la nuova versione non comparve fino al 1989. Questo avanzò la domanda di quale versione di Hawkman era stata pubblicata fin dal 1986 (fu retconnesso sia al Hawkman della Golden Age che alla spia Thanagariana). Anche la Legione dei Super-Eroi dovette affrontare gli stessi problemi con l'eliminazione di Superboy e Supergirl dalla continuità DC (Mon-El, un personaggio con poteri simili ai loro, fu reinserito come Valor per sostituire Superboy come ispirazione della Legione e membro più potente). Queste e altre retcon non furono sempre ben apprezzate dai lettori e spesso introdussero nuovi problemi.
The Sandman: World's End è connesso in parte ad Ora Zero, come si può notare dalle annotazioni in Sandman.

## Storia
La storia inizia quando personaggi da alcune realtà alternative come Alpha Centaurion, una versione alternativa di Barbara Gordon e Triumph cominciarono improvvisamente a comparire nell'Universo DC principale, con conseguente confusione per tutti; tutto ciò avvenne perché il tempo si stava in qualche modo "comprimendo". Quindi, un'onda di "nulla" si mosse dalla fine del tempo verso il suo inizio, cancellando nel frattempo le intere ere storiche (un effetto molto simile all'onda di anti-materia che distrusse molti universi in Crisi sulle Terre Infinite).
Quello che sembrò essere il criminale della storia presente nella miniserie era un personaggio di nome Extant, l'ex Falco di Falco e Colomba (ed un ex Titan). Extant acquisì dei poteri temporali; utilizzandoli per dipanare la linea temporale dell'Universo DC. In una battaglia contro i membri della Justice Society of America, Extant fece invecchiare alcuni di loro (rimuovendo l'effetto che li tenne giovani per tutti quegli anni dagli anni quaranta ai novanta), lasciandoli deboli o moribondi. Tuttavia, il vero potere dietro la distruzione dell'universo - causato da rotture temporali o entropia - si rivelò essere Hal Jordan, che fu in passato riconosciuto come la più distinta delle Lanterne Verdi nella storia. Auto nominandosi Parallax, Jordan impazzì e ora stava tentando di ricostruire l'universo, sfacendo gli eventi che causarono il suo crollo e i suoi atti di assassinio conseguenti. Gli sforzi collettivi degli altri super eroi riuscirono a fermare Parallax/Jordan dall'imporre la sua visione di un nuovo universo, e la linea temporale fu ricreata, nonostante le delicate differenze paragonate alla versione precedente, dopo che il giovane eroe Damage, con aiuto dagli altri eroi, innescò un nuovo Big Bang. Jordan sopravvisse anche ad una freccia lanciatagli al cuore da Freccia Verde.
Questa "ricreazione" dell'Universo DC si rifletté in numerosi numeri collegati; verso la fine di numerosi collegamenti, il mondo cominciò a svanire, e l'ultima pagina del fumetto (o in alcuni casi molte pagine) furono lasciate bianche.

## Conseguenze
La DC pubblicò una linea temporale piegata all'interno della copertina posteriore di Ora Zero n. 0 che identificò vari eventi e storie chiave che erano parte di questa nuova singola linea temporale, e quando avvennero. Anche se furono stabilite delle date per il debutto dei personaggi storici come la JSA, il debutto del Superman post-Crisi fu presentato "10 anni fa" e le date successive furono espresse allo stesso modo, suggerendo che le date di quegli eventi erano fluide e relative al presente piuttosto che fisse, come modo per tenere i personaggi con le loro età attuali.
La continuità di Legione dei Super Eroi fu completamente reinventata dopo l'Ora Zero, e i vari personaggi di Hawkman furono fusi in uno solo (anche se, contrariamente agli obiettivi della storia, creò nuove quantità di contraddizioni e confusioni). Ad ogni serie in pubblicazione all'epoca fu data l'opportunità di rinarrare (o chiarire) le origini del suo eroe (o degli eroi) per stabilire le versioni ufficiali in questa continuità aggiornata, in un n. "0" pubblicato nelle settimane successive a Ora Zero; per esempio, le nuove squadre si formarono nelle pagine di Justice League, il figlio di Oliver Queen, Connor Hawke, fu introdotto in Freccia Verde, e Guy "Warrior" Gardner scoprì una discendenza aliena che gli diede dei poteri diversi.
La maggior parte delle origini di Batman furono retconnesse agli eventi di Ora Zero. In questa versione, Batman non catturò mai, né si confrontò con il killer dei suoi genitori (rendendo così Batman: Anno due non canonico), e più importante, Batman fu pensato come una sorta di leggenda urbana. In più, per Catwoman vengono esplorate le origini: la tragica adolescenza, l'addestramento, seguendo il percorso che l'hanno portata ad essere una prostituta, una ladra a diventare un'antieroina. In particolare l'albo Annual#2 del '94 (pubblica in Italia dalla PlayPress) è intitolato Catwoman:Year One. Infine, contribuendo ad una trama non pienamente esplorata in Batman: Anno tre, Dick Grayson fu legalmente adottato da Bruce Wayne.
Ma questo "riavvio a caldo" non risolse tutti i problemi di continuità ed infatti in realtà creò altri problemi di continuità - la linea temporale ripiegata incluse Armageddon, una storia che richiese le linee temporali apparentemente eliminate per funzionare, Supergirl/Matrice richiese una linea temporale artificiale che ancora esiste, e "Who is Hawkman?" divenne in realtà meno chiaro. Per queste ed altre ragioni, la DC introdusse più avanti una variazione del concetto pre-Crisi del Multiverso, nella forma dell'Ipertempo. Alla fine, questa soluzione più ecumenica non soddisfò neanche gli editori della DC, cosa che portò inevitabilmente agli eventi di Crisi infinita nel 2005, che riprese e portò indietro numerosi concetti pre-Crisi.
Ora Zero servì anche per lanciare o terminare numerose serie in pubblicazione. Alcune di queste furono dettate dai cambiamenti nella continuità che vennero fuori dalla storia, ma la maggior parte avvennero semplicemente perché fornì una conveniente opportunità di marketing per cominciare una nuova serie. Tuttavia, ognuna delle nuove serie (salvò per Starman) fu cancellata dopo un paio d'anni, a causa delle vendite poco redditizie. Il successo critico di Starman fu ad un punto di svolta per gli editori della DC che videro il potenziale dei personaggi e delle loro storie, cominciando una tendenza riflessa in una piccola famiglia di fumetti ambientati nel presente ma riflettenti il passato, come il titolo successivo di Starman, JSA.

### Numeri collegati
- Action Comics n. 703
- The Adventures of Superman n. 516
- Anima n. 7
- Batman n. 511
- Batman: Shadow of the Bat n. 31
- Catwoman vol. 2 n. 14
- Damage n. 6
- The Darkstars n. 24
- Detective Comics n. 678
- Flash vol. 2 n. 94
- Freccia Verde vol. 2 n. 90
- Lanterna Verde vol. 3 n. 55
- Guy Gardner: Warrior n. 24
- Hawkman vol. 3 n. 13
- Justice League America n. 92
- Justice League International vol. 2 n. 68
- Justice League Task Force n. 16
- L.E.G.I.O.N. '94 n. 70
- Legione dei Super-Eroi vol. 4 n. 61
- Legionnaires n. 18
- Outsiders vol. 2 n. 11
- Robin vol. 2 n. 10
- The Sandman vol. 2 dal n. 51 al n. 56
- Showcase '94 n. 10 (Preludio)
- Steel vol. 2 n. 8
- Superboy vol. 3 n. 8
- Superman vol. 2 n. 93
- Superman: The Man of Steel n. 37
- Team Titans n. 24
- Valor n. 23

### Serie terminate conOra Zero
- Team Titans (uno spin-off di The New Titans)
- L.E.G.I.O.N. '94
- Valor
- Justice League International

### Serie riaggiornate duranteOra Zero
- Legione dei Super-Eroi e Legionnaires (post-Ora Zero, entrambi i fumetti furono pubblicate come serie bi/settimanali, molto simili ai fumetti di Superman all'epoca).

### Serie lanciate dopoOra Zero
- Extreme Justice (debuttò tre mesi dopo, rendendolo il n. "0" dopo Ora Zero)
- Fate
- R.E.B.E.L.S. '94 (rimpiazzamento per L.E.G.I.O.N. '94)
- Manhunter (Chase Lawler)
- Primal Force
- Starman
- Xenobrood (serie limitata)

## Zero Month
"Zero Month" fu seguito immediatamente da ogni serie dell'Universo DC comincianti con il n. "0", e facendo comparire lo slogan "L'Inizio del Domani!". La DC semplicemente ripeté quest'idea con "Zero Month" di The New 52, un anno dopo l'inizio dell'iniziativa.

### Booster Goldn. 0 (2008)
Nel 2008, quattordici anni dopo, un numero di Booster Gold vol. 2 fu pubblicato Booster Gold n. 0, e fu annunciato dalla DC Comics come un collegamento ufficiale a Ora Zero. Il fumetto utilizzò lo stesso stile di copertina come per i precedenti collegamenti all'evento, riferendocisi come a "Crisi nel Tempo" e utilizzando un "quinto colore" semi-metallico utilizzato nel numero originale di Ora Zero. Come per tutti gli altri collegamenti, le origini di Booster furono spiegate come parte delle avventure nel numero. La copertina fu un omaggio a Ora Zero n. 4, con la maschera di Ted Kord rimpiazzante quella di Wally West, i Blue Beetles alternativi che rimpiazzavano gli Hawkmen, e gli eroi intorno rimpiazzati da Booster al centro.

## Raccolte
La serie è stata raccolta in un volume con copertina rigida dal nome Ora Zero: Crisi nel Tempo (ISBN 1-56389-184-0).